# Amos Manor
Amos Manor (en hebreo: עמוס מנור‎; 8 de octubre de 1918-5 de agosto de 2007) fue director del Shin Bet, el servicio de seguridad e inteligencia interna de Israel, desde 1953 hasta 1963.

## Biografía
Arthur Mendelowitz (más tarde Amos Manor) nació en una familia judía en Sighetu Marmației, en el condado de Máramaros, Austria-Hungría (actual Rumania). Después del estallido de la Segunda Guerra Mundial, fue reclutado por el ejército húngaro. En 1944, fue deportado al campo de concentración de Auschwitz. En 1947, se unió al Mossad LeAliyah Bet, una organización dedicada al ingreso de judíos a Eretz Israel desafiando las restricciones de inmigración británicas. Se convirtió en secretario de su rama rumana en Budapest. Manor sirvió bajo el alias "Amos", que luego adoptó como su primer nombre. Emigró a Israel en 1949 y se unió al Shin Bet un mes después. Manor dominaba con fluidez el hebreo, yiddish, inglés, francés, alemán, rumano y húngaro.

## Inteligencia y carrera empresarial
A Manor se le atribuye la construcción del Shin Bet como una institución nacional capaz de manejar las muchas amenazas planteadas a la seguridad interna de Israel durante ese tiempo.
En 1949, fue nombrado jefe de departamento de la división de asuntos no árabes de la ISA y se convirtió en el primer director de departamento para Europa del Este. En 1950 fue nombrado jefe de unidad dentro de la división de asuntos no árabes. En 1952 fue nombrado Director Adjunto de ISA y al año siguiente Director de ISA. Se retiró en 1964.
En 1964 ingresó a formar parte del directorio de varias empresas, bancos y la bolsa de valores. También trabajó como consultor de negocios para varias empresas textiles y fue socio de la empresa de gestión hotelera Atlas.